# 27591 Rugilmartin
27591 Rugilmartin este un asteroid din centura principală de asteroizi.

## Descriere
27591 Rugilmartin este un asteroid din centura principală de asteroizi. A fost descoperit pe 2 ianuarie 2001 la Socorro, New Mexico, în cadrul proiectului LINEAR. Asteroidul prezintă o orbită caracterizată de o semiaxă mare de 2,36 ua, o excentricitate de 0,07 și o înclinație de 5,2° în raport cu ecliptica.